# گل‌حصار
گل‌حصار، روستایی از توابع بخش کهریزک شهرستان ری در استان تهران ایران است.
با مصوبه دولت وقت، در بخش کهریزک در تاریخ ۹ بهمن ۱۳۹۱ روستاهای قوچ حصار و سلمبر از توابع دهستان کهریزک با یکدیگر ادغام و به عنوان روستای گل‌حصار نامگذاری شدند.

## قوچ‌حصار
این روستا براساس سرشماری مرکز آمار ایران در سال ۱۳۸۵، جمعیت آن ۴٬۳۹۹ نفر (۱٬۰۴۶خانوار) بوده‌است.

## سلمبر
این روستا براساس سرشماری مرکز آمار ایران در سال ۱۳۸۵، جمعیت آن ۲٬۶۴۳ نفر (۶۳۶خانوار) بوده‌است.
سریال نیوکمپ با بازی حامد آهنگی اکبرعبدی ملیکا شریفی نیا حسن معجونی و بهاره افشاری در مورد خانواده در گلحصار است و بخشی از فیلم برداری آن در این روستا گرفته شده است